# Verbandsgemeinde Landau-Land
Verbandsgemeinde Landau-Land é uma associação municipal da Alemanha com sede na cidade independente de Landau in der Pfalz, localizada no distrito de Südliche Weinstraße, no estado da Renânia-Palatinado.

## Composição
1. Billigheim-Ingenheim
2. Birkweiler
3. Böchingen
4. Eschbach
5. Frankweiler
6. Göcklingen
7. Heuchelheim-Klingen
8. Ilbesheim
9. Impflingen
10. Knöringen
11. Leinsweiler
12. Ranschbach
13. Siebeldingen
14. Walsheim

## Política
Cadeiras ocupadas na comunidade:
|      | SPD | CDU | FDP | GRÜNE | FWG | Total       |
| 2009 | 10  | 8   | 3   | 2     | 5   | 28 Cadeiras |
| 2004 | 9   | 10  | 2   | 2     | 5   | 28 Cadeiras |